# かわいのどか
かわい のどか（1958年6月13日 - ）は、日本の女優。本名は花田 のり子（はなだ のりこ）。山形県出身。成徳学園高等学校卒業。

## 来歴・人物
中学生、高校生時代から演劇の勉強を始める。高校卒業後、自分の外見を振り返って「“女版西田敏行”になる」と方向転換。そして藤山寛美から「君と共演したら僕が負ける」といったことを言われて自信が付いたという。東映系の俳優養成学校を出て、テレビの歌謡番組のアシスタントを務めた。テレビドラマでは『必殺仕事人』にレギュラー出演し、『江戸を斬るV』のひょうきんな仲居・お亀役で茶の間の人気をさらう。
かつてはふくよかな体型でコミカルな個性派女優として活躍していたが、1986年にはダイエットに挑戦し、108キロあった体重を、1年間で50キロに減量した。
趣味の水墨画は個展を開くほどの腕前である。また柔道は有段者である。
私生活では4回結婚している。
マネジメント会社は株式会社アンセム。
foomiiにてウェブマガジを配信している。

## 出演

### 映画
- 喧嘩道 けんかみち（1979年）
- 宇能鴻一郎の看護婦寮日記（1979年）
- ええじゃないか（1981年）
- 伊賀忍法帖（1982年）
- 魚影の群れ（1983年）
- ヘッドフォン・ララバイ（1983年）
- パンツの穴（1984年）
- ビッグマグナム 黒岩先生（1985年）
- 白衣のアマゾネス（1995年）
- 商店街な人（2011年、NPO法人ワップフィルム）
- SPINNING KITE（2013年　バグポイント　ネイキッド配給）

### テレビドラマ
- 柳生一族の陰謀 第34話「やわ肌の秘密」（1979年、KTV / 東映） - お紺
- 大江戸捜査網 （12ch→TX / 三船プロ）
  - 第386話「幼女が裁いた赤い罠」（1979年） - 染歌
  - 第450話「おんな牢 地獄からの脱出」（1980年） -牢名主の手下
  - 第537話「父よ母よ、暴走娘愚連隊」（1982年） - お駒
- 必殺仕事人（1979年、ABC） - おふく
- 噂の刑事トミーとマツ （TBS / 大映テレビ）
  - 第25話「トミーまっ青、マツのお見合い」（1980年） - 永井由紀子
  - 第57話「トミマツ腰抜け、女は魔物だ!」（1981） - 踊り子・はなちゃん
- 服部半蔵 影の軍団 第16話「ヤバイ女に手を出すな!」（1980年、KTV / 東映）- お春
- 江戸を斬るV（1980年、TBS / C.A.L） - お亀
- 探偵物語 第22話「ブルー殺人事件」（1980年、NTV）
- 桃太郎侍 （NTV）
  - 第203話「逃げろ! 田之助、絶体絶命」（1980年）
  - 第237話「べらんめえ箱入り娘」（1981年）
- ザ・ハングマン 燃える事件簿 第15話「おもちゃの首の怨み唄」（1981年、ABC） - キャバレーのホステス 役
- なかよしケンちゃん （1981年、TBS / 国際放映） - ノンコ
- 水戸黄門 （TBS / C.A.L）
  - 第12部 第14話「金毘羅様の鬼退治 -丸亀-」（1981年11月30日） - お信
  - 第13部 第17話「出雲の和紙の縁結び -大社-」（1983年2月7日） - お時
  - 第42部 第13話「美人絵師が描いた復讐 -鳥取-」（2011年1月17日） - お種
- 俺はご先祖さま 第12話「未来から来た同級生」（1982年、NTV）
- あんちゃん 第1話「父死ス、兄チャン帰レ!」（1982年、NTV）
- 青春はみだし刑事（1983年 - 1984年、YTV）
- 暴れん坊将軍II 第17話「花嫁学校、討入り前夜!」（1983年、ANB） - たま
- 大奥 （1983年、KTV）
  - 第21話「赤ちゃん騒動記」 - おくら
  - 第37話「さらば! 田園交響楽」 - お末
- 事件記者チャボ! 第1話「チャボが大騒ぎでやってきた」（1983年、NTV） - 大女
- 月曜ドラマランド （CX）
  - 「のんき君2・3」（1984年）
  - 「おとぼけ駅員 キップくんII」（1986年）
- 必殺仕事人IV 第35話「田中筆頭同心見合いする」（1984年、ABC） - 見合いの娘 役
- 長七郎江戸日記 第1シリーズ 第44話「くの一有情」（1984年、NTV）
- 流れ星佐吉 第26話「さよなら大興行」（1984年、KTV）
- 月曜ワイド劇場「女タクシー運転手」（1984年、ANB）
- サザエさん サザエさん頑張る・主婦たちの戦後史（1985年、CX）
- 女は男をどう変える（1986年、CX）
- 夏樹静子サスペンス「ベビーホテル」（1986年、KTV）
- オンリー・ユー〜愛されて〜（1996年、YTV）
- 月曜ドラマスペシャル「十津川警部シリーズ11・南伊豆高原殺人事件」（1996年、TBS）
- のんちゃんのり弁（1997年、CBC） - 大山町子
- 土曜ワイド劇場「タクシードライバーの推理日誌15・二つの顔を持つ乗客」（2001年、ANB）
- 月曜ミステリー劇場「早乙女千春の添乗報告書15・奥軽井沢湯けむりツアー殺人事件」（2004年、TBS） - 小板真理
- 水曜ミステリー9「神楽坂署生活安全課1」（2005年、TX）
- 木曜時代劇 / 次郎長背負い富士 第9話「義理と人情」（2006年、NHK）
- セレブと貧乏太郎（2008年、CX）
- ゲゲゲの女房（2010年、NHK）

### その他の番組
- ヤンヤン歌うスタジオ（テレビ東京）[1]
- 一枚の写真（1989年、CX）

### CM
- 丸屋グループ（1981年、布団製造業）

## 著書
- 『かわいのどかのやせる食べ方』（ロッキー出版）
- 『どうしてこんなにヤセられる』（学習研究社）
- 『信じられない! 私の脚がきれいになった』（泰光堂）
- 『楽しくやせる本』（廣済堂出版）
- 『のどかなこころ』（文芸社ビジュアルアート）